# Отдельный гаубичный артиллерийский полк АККУКС
Отдельный гаубичный артиллерийский полк Артиллерийских Краснознамённых курсов усовершенствования командного состава -  воинская часть Вооружённых Сил СССР в Великой Отечественной войне.

## История
Полк формировался в середине 30-х годов, как подразделение Артиллерийских Краснознамённых курсов усовершенствования командного состава, базировавшихся в Пушкине и созданных для углублённой подготовки командного состава артиллерии.
На 22 июня 1941 года полк базировался на Лужском артиллерийском полигоне, находившемся в распоряжении курсов. На вооружении полка состояли самые разнообразные орудия, от 45-мм противотанковых до 203-мм гаубиц. Полк имел очень хорошую практику и был отлично подготовлен к боевым действиям.
В действующей армии с 22 июня 1941 года по 6 марта 1942 года.
С 8 июля 1941 года был оперативно подчинён 177-й стрелковой дивизии, развернувшейся юго-западнее Луги, и действовал совместно с ней до 26 августа 1941 года.. Был подчинён командованию 41-го стрелкового корпуса. С середины июля 1941 года ведёт тяжёлые бои на Лужском рубеже. В двадцатых числах августа 1941 года, как и все соединения Лужской оперативной группы, был окружён. С 26 августа 1941 года был подчинён 235-й стрелковой дивизии.
В сентябре 1941 года выходил из окружения на север. К тому времени, вся оставшаяся артиллерия группы была фактически сведена в один полк (51-й корпусной артиллерийский полк), командование над которым принял Г.Ф. Одинцов. В ходе продвижения ведёт бои в окружении до той поры, пока не закончились боеприпасы, дошёл до Вырицы, где 15 сентября 1941 года израсходовал последние снаряды, позволив некоторым частям прорваться из окружения. Уничтожив орудия, оставшийся личный состав полка вышел к своим только 1 октября 1941 года  на участке 281-й стрелковой дивизии в районе Погостье, Посадников Остров.
В конце ноября - начале декабря 1941 года восстановлен в составе 54-й армии, в частности, в состав полка вошёл оставшийся у Синявино 3-й дивизион 881-го артиллерийского полка. В ходе наступления активной деятельности не вёл, в том числе ввиду нехватки боеприпасов, ограничиваясь разведкой, наблюдением и сколачиванием полка как боевой единицы; такая же деятельность велась в течение января 1942 года.. В феврале - марте 1942 года ведёт обстрелы в районе Погостья, помогая наступлению войск армии в ходе Любанской операции
6 марта 1942 года полк переименован в 445-й гаубичный артиллерийский полк.

## Подчинение
| Дата            | Фронт (округ)            | Армия               | Корпус | Дивизия | Примечания |
| --------------- | ------------------------ | ------------------- | ------ | ------- | ---------- |
| 01.09.1941 года | Московский военный округ | -                   | -      | -       | -          |
| 01.10.1941 года | Ленинградский фронт      | 54-я армия          | -      | -       | -          |
| 01.11.1941 года | Ленинградский фронт      | 54-я армия          | -      | -       | -          |
| 01.12.1941 года | -                        | 4-я отдельная армия | -      | -       | -          |
| 01.01.1942 года | Волховский фронт         | 4-я армия           | -      | -       | -          |

## Командиры
- Одинцов, Георгий Федотович, полковник, до октября 1941
- К. В. Волков, майор, с ноября 1941